# Лукьянов, Сергей Иванович (сенатор)
Сергей Иванович Лукьянов (1834, Москва —1905, Санкт-Петербург) — сенатор, действительный тайный советник.

## Биография
Родился в Москве в доме князей Юсуповых, там где работал его отец — Иван Михайлович Лукьянов (ок. 1795 — ?) происходивший из купеческого сословия. Отец служил сначала садовником в усадьбе Архангельское, а впоследствии стал управляющим всеми российскими имениями Юсуповых.
Сергей Лукьянов в 1864 году окончил со степенью кандидата юридический факультет Московского университета и с 30 августа начал службу в статс-секретариате Царства Польского в Варшаве. В 1865—1871 годах — член Юридической комиссии Царства Польского.
С 1871 по 1872 год  — чиновник 2-го Отделения Собственной Его императорского величества канцелярии.
В 1872—1874 годах — член варшавских департаментов Сената; с 1874 года — обер-прокурор 9-го Департамента Сената в Варшаве; 2 июня 1874 года был произведён в действительные статские советники.
С 1876 года — член Консультации при Министерстве юстиции.
В 1878 году был назначен управляющим Судебным отделом российского комиссариата в княжества Болгарии, а с 1879 года — председатель Кассационного суда княжества. Был одним из авторов проекта «Органического устава», утверждённого, как «Тырновская конституция».
С 1 апреля 1879 года был назначен сенатором с производством в тайные советники.
С 1882 по 1900 год — член Комитета и Редакционной комиссии по составлению Гражданского уложения Российской империи.
С 1894 по 1899 год — член Комиссии для пересмотра законоположений по судебной части.
13 июня 1896 года, по личным заслугам, признан в потомственном дворянстве с правом на внесение в третью часть «Дворянской родословной книги».
С 1899 года — Действительный тайный советник.
Умер 10 (23) ноября 1905 года в Санкт-Петербурге.
Его племянник, Сергей Михайлович Лукьянов, был назначен сенатором через 6 дней после смерти дяди.

## Награды
Ордена:
- орден Святого Станислава 2-й степени с императорской короной (1866)
- орден Святой Анны 2-й степени (1869)
- орден Святого Владимира 4-й степени (1869)
- орден Святого Владимира 3-й степени] (1878)
- орден Святого Станислава 1-й степени (1879)
- орден Святой Анны 1-й степени (1883)
- орден Святого Владимира 2-й степени (1888)
- орден Белого орла (1892)
- Орден Святого Александра Невского (1896)

Медали:
- Медаль «За усмирение польского мятежа» (1865)
- Медаль «За труды по устройству крестьян в Царстве Польском» (1865)
- Медаль «В память русско-турецкой войны 1877—1878» (1878)
- Медаль «В память царствования императора Александра III» (1896)